# Joachim Mogarra
 (mai 2013).
Si vous disposez d'ouvrages ou d'articles de référence ou si vous connaissez des sites web de qualité traitant du thème abordé ici, merci de compléter l'article en donnant les références utiles à sa vérifiabilité et en les liant à la section « Notes et références ».
Joachim Mogarra (en catalan : Joachim Mogarra), né en 1954 à Tarragone (Espagne) est un photographe espagnol.

## Biographie
Joachim Mogarra vit et travaille à Montpeyroux en France. Après un passage à la faculté des lettres, section philosophie, il sort diplômé de l'École supérieure des beaux-arts de Montpellier en 1982. Il réalise des œuvres à partir d'objets de la vie de tous les jours. Comme le camping de la plage où il a pris des livres, les a mis à l'envers et a nommé cela le camping de la plage.[réf. nécessaire]

## Expositions
- 2012
- Magie de l'art photographique, Rouen, France

2010
- La tapisserie de Bayeux, Joachim Mogarra et la tapisserie de Rollon, Abbaye Saint-Ouen de Rouen, France
- Joachim Mogarra. Une vie aventureuse, Le Point du Jour - Centre d'art Éditeur, Cherbourg-Octeville, France. Exposition du 13 février au 29 mai 2011[1].

2011
- Participe à l'exposition Dreamlands, Centre Georges-Pompidou, Paris, France

2007
- L'art de la figue, rétrospective, FRAC Provence-Alpes-Côte d'Azur, Marseille, France.
- Joachim Mogarra, Association Art'ccessible, Marseille, France
- Joachim Mogarra, Galerie Georges-Philippe & Nathalie Vallois, Paris, France
- Joachim Mogarra, Ville de Tarascon, France

2006
- La Fondation Mogarra, The Mayor Gallery, Londres, Royaume-Uni

2005
- La Divine Comédie, École supérieure des beaux-arts, Tours, France

2004
- Paysages Romantiques et autres histoires, Galerie Georges-Philippe & Nathalie Vallois, Paris, France

2003
- Joachim Mogarra, Château d’O, Montpellier, France

2002
- Laissés pour compte et nouvelles technologies, Galerie Georges-Philippe & Nathalie Vallois, Paris, France
- Joachim Mogarra, Galerie Alter Ego, Barcelone, Espagne

2001
- Joachim Mogarra, Château prieural de Monsempron, France
- Le bon goût de ne rien dire, Galerie Decimus Magnus Art. C. & Dumont, Bordeaux, France

2000
- Joachim Mogarra, FRAC Poitou-Charentes, Angoulême, France
- Joachim Mogarra, Association l’Enfance de l’Art, Bagnols-les-Bains, France
- Joachim Mogarra, Galerie Georges-Philippe & Nathalie Vallois, Paris, France

1993
- Joachim Mogarra, rétrospective, Frac Limousin, France.